# Висентина
Висентина (порт. Vicentina) — муниципалитет в Бразилии, входит в штат Мату-Гросу-ду-Сул. Составная часть мезорегиона Юго-запад штата Мату-Гроссу-ду-Сул. Входит в экономико-статистический микрорегион Дорадус. Население составляет 5552 человека на 2007 год. Занимает площадь 310,216 км². Плотность населения — 17,89 чел./км².
Праздник города — 20 июня.

## История
Город основан 8 декабря 1952 года. 

## Статистика
- Валовой внутренний продукт на 2003 год составляет 31 307 219,00 реалов (данные: Бразильский институт географии и статистики).
- Валовой внутренний продукт на душу населения на 2003 год составляет 6047,37 реалов (данные: Бразильский институт географии и статистики).
- Индекс развития человеческого потенциала на 2000 год составляет 0,727 (данные: Программа развития ООН).